# Bjリーグ 2006-07
2006-07年のbjリーグをまとめたもの。2006年11月4日開幕。大阪エヴェッサが優勝し、bjリーグ初の2連覇を達成した。

## 概要

### 参加チーム
| ブロック | チーム名             | 都道府県 | 都市   | ホームアリーナ   | 位置                                    | 座席数    | 参入年 |
| -------- | -------------------- | -------- | ------ | ---------------- | --------------------------------------- | --------- | ------ |
| 東       | 仙台89ERS            | 宮城県   | 仙台市 | 仙台市体育館     | 北緯38度13分4.5秒 東経140度52分8.6秒    | 5,733席   | 2005年 |
| 東       | 新潟アルビレックスBB | 新潟県   | 新潟市 | 朱鷺メッセ       | 北緯37度54分54.6秒 東経139度6分18.1秒   | 約5,000席 | 2005年 |
| 東       | 富山グラウジーズ     | 富山県   | 富山市 | 富山市総合体育館 | 北緯36度38分41.8秒 東経137度11分24秒    | 約4,500席 | 2006年 |
| 東       | 埼玉ブロンコス       | 埼玉県   | 所沢市 | 所沢市民体育館   | 北緯35度48分36秒 東経139度27分48.7秒    | 約4,300席 | 2005年 |
| 西       | 東京アパッチ         | 東京都   | 江東区 | 有明コロシアム   | 北緯35度39分59.3秒 東経139度41分54.7秒  | 10,000席  | 2005年 |
| 西       | 大阪エヴェッサ       | 大阪府   | 門真市 | なみはやドーム   | 北緯34度35分30.8秒 東経135度30分41.6秒  | 約6,000席 | 2005年 |
| 西       | 高松ファイブアローズ | 香川県   | 高松市 | 高松市総合体育館 | 北緯34度20分33.06秒 東経134度4分26.99秒 | 2,830席   | 2006年 |
| 西       | 大分ヒートデビルズ   | 大分県   | 別府市 | ビーコンプラザ   | 北緯33度16分58.9秒 東経131度29分13.3秒  | 3,925席   | 2005年 |

- 「ブロック」および「東」「西」
  - オールスターゲームにおける選抜チーム名（「EAST=東」「WEST=西」）を使用。
  - ホームゲーム数：各チーム20試合
    - 「ブロック」内：3（対戦チーム数）×4試合（ホーム開催）=12試合
    - 「ブロック」外：4（対戦チーム数）×2試合（ホーム開催）=8試合
- 名称
  - 仙台89ERS： 仙台エイティナイナーズ
  - 新潟アルビレックスBB： 新潟アルビレックスバスケットボール
  - 大阪チームは本来「大阪ディノニクス」として出場する予定だったが、スポンサーの意向で別運営会社となり、チーム名も変更された。
- ホーム
  - ホームタウンは都道府県で記載。
  - ホームゲームをホームアリーナがある都道府県以外でも開催しているチーム
    - 仙台89ERS：山形市2試合
    - 大分ヒートデビルズ：福岡市2試合、豊前市2試合
- チーム名、チームカラーは当時のものを表示。

### 新規参入
2006-07年度シーズンに新規参入するチームの公募を開始した結果、栃木県、横浜市、富山県、香川県などの20団体から問い合わせがあり、エクスパンションを決定。以下2チームの新規参入を決めた。
- 富山グラウジーズ 運営母体は富山アトラスFC。Jリーグ百年構想の計画に沿って、複合型スポーツクラブを運営することを目指して取り組む一環として、バスケットボール部を設立。
- 高松ファイブアローズ 不動産・建築業の穴吹工務店を中心に四国電力、百十四銀行など約20社が出資した運営会社「スポーツプロジェクト高松」が運営。

## ドラフト
| 巡 | 順位 | チーム | 選手                                 | 前所属                           | 備考                         |
| -- | ---- | ------ | ------------------------------------ | -------------------------------- | ---------------------------- |
| 1  | 1    | 富山   | 呉屋貴教                             | 日本大学                         |                              |
| 1  | 2    | 高松   | 石田晃章                             | 中央大学                         |                              |
| 1  | 3    | 仙台   | 高橋憲一                             | 日立電線ブルドッグス             |                              |
| 1  | 4    | 大阪   | 佐藤浩貴                             | パナソニックスーパーカンガルーズ |                              |
| 2  | 5    | 大阪   | 斉藤資                               | 日本体育大学                     |                              |
| 2  | 6    | 仙台   | 近藤雄治                             | ホシザキ電機                     |                              |
| 2  | 7    | 高松   | ディアン・ティエルノ・セイデゥ・ヌロ | 福岡第一高等学校                 |                              |
| 2  | 8    | 富山   | 陰承民                               | 大分（アーリーチャレンジ）       |                              |
| 3  | 9    | 富山   | 米本聡                               | 三菱電機メルコドルフィンズ       |                              |
| 3  | 10   | 高松   | 城間修平                             | 福岡レッドファルコンズ           |                              |
| 3  | 11   | 新潟   | 池田雄一                             | 東海大学                         |                              |
| 4  | 12   | 新潟   | 田中千尋                             | 大阪産業大学                     | シーズン開幕前に選手登録抹消 |
| 4  | 13   | 高松   | 菊池宏之                             | 京都産業大学                     |                              |
| 4  | 14   | 富山   | 石橋貴俊                             | 富山（参入前）                   |                              |
| 5  | 15   | 富山   | 野尻晴一                             | 大塚商会アルファーズ             |                              |
| 5  | 16   | 高松   | アイザック・ソジャナー               | 静岡エッジワン                   |                              |
| 6  | 17   | 高松   | 喜多誠                               | 豊田通商ファイティングイーグルス |                              |

## 開催内容

### 試合方式
レギュラーシーズン
- ホーム&アウェーにより8チームが、同一ブロック所属チームとは8回総当たりで、別ブロック所属チームとは4回総当りで、合計40試合を行う。なお、ブロック分けは次の通りである。
  - 東ブロック…仙台・新潟・富山・埼玉
  - 西ブロック…東京・大阪・高松・大分
- 順位は、上記ブロック分けとは関係なく、40試合の勝敗等（勝敗が同じ場合には、(1)得失点差→(2)1試合当たりの平均得点で順位を決める）により1位から8位までの順位を決める。そして、レギュラーシーズンで4位以内に入ったチームがプレイオフに進出する。
- ホームゲーム数は20試合で、JリーグJ1リーグ戦17試合、J2リーグ戦24試合と比べて少な過ぎることはないが、ほぼ週末2試合が連続ホームゲームまたは連続アウェイゲームとなり、ホームとアウェイが交替して17回（月2-3回）あるJ1に対して、ホームゲーム開催週末が約10回、すなわち1ヶ月に2回程度しかなく、3週のうち1週しかホームゲームがない場合があるので、時としてアウェイが連続する間延び感がある。

プレイオフ
- ファーストラウンドで1位チームと4位チーム、2位チームと3位チームが対戦し、先に勝利したチームがファイナルに進出する。そして、ファイナルで勝利したチームが優勝チームとなる。
  - 2005-06年度の決勝ラウンドについては日程的な問題から、準決勝2試合と3位決定戦及び決勝戦（各1試合ずつのみ）を2006年4月29日と30日に有明コロシアムで開催された。
- 優勝チーム以外の順位については、プレイオフファイナル敗戦チームが2位に、3位決定戦勝利チームが3位に、3位決定戦敗戦チームが4位になる。プレイオフに進出できなかったチームはレギュラーシーズンの勝率等により5位～8位になる。

bj-KBL チャンピオンシップゲームズ
- 優勝チームは、次年度レギュラーシーズン前に開催されるbj-KBL チャンピオンシップゲームズ出場権を得る。

### 開催実績
| チーム | 自治体                            | アリーナ                          | 座席数                            | ホームゲーム観客数 | ホームゲーム観客数 | ホームゲーム観客数 | ホームゲーム観客数 | ホームゲーム観客数 |
| チーム | 自治体                            | アリーナ                          | 座席数                            | 試合数             | 合計               | 平均               | 最大               | 最小               |
| 仙台   | 仙台市                            | 市体育館                          | 5733席                            | 12                 | 31850人            | 2654人             | 3158人             | 2293人             |
| 仙台   | 仙台市                            | 青葉体育館                        | 1612席                            | 2                  | 3852人             | 1926人             | 2123人             | 1729人             |
| 仙台   | 塩竈市                            | 市体育館                          | 席                                | 2                  | 2616人             | 1308人             | 1512人             | 1104人             |
| 仙台   | 登米市                            | 登米総合体育館                    | 席                                | 2                  | 3363人             | 1682人             | 1690人             | 1673人             |
| 仙台   | 山形県                            | 山形市総合SC                      | 席                                | 2                  | 2389人             | 1195人             | 1296人             | 1093人             |
| 仙台   | ホーム計                          | ホーム計                          | ホーム計                          | 20                 | 44070人            | 2204人             | 3158人             | 1093人             |
| 新潟   | 新潟市                            | 朱鷺メッセ                        | 約5000席                          | 10                 | 42153人            | 4215人             | 4515人             | 3656人             |
| 新潟   | 長岡市                            | 市厚生会館                        | 席                                | 4                  | 9573人             | 2393人             | 2603人             | 2221人             |
| 新潟   | 柏崎市                            | 市総合体育館                      | 席                                | 2                  | 4556人             | 2278人             | 2465人             | 2091人             |
| 新潟   | 小千谷市                          | 市総合体育館                      | 席                                | 2                  | 3850人             | 1925人             | 2027人             | 1823人             |
| 新潟   | 上越市                            | リージョンプラザ                  | 3476席                            | 2                  | 5047人             | 2524人             | 2586人             | 2461人             |
| 新潟   | ホーム計                          | ホーム計                          | ホーム計                          | 20                 | 65179人            | 3259人             | 4515人             | 1823人             |
| 埼玉   | 所沢市                            | 市民体育館                        | 約4300席                          | 14                 | 29839人            | 2131人             | 3683人             | 1318人             |
| 埼玉   | 春日部市                          | ウイングハット                    | 3584席                            | 2                  | 4418人             | 2209人             | 2316人             | 2102人             |
| 埼玉   | さいたま市                        | 市総合体育館                      | 2954席                            | 2                  | 5188人             | 2594人             | 2831人             | 2357人             |
| 埼玉   | 秩父市                            | 市文化体育C                       | 席                                | 2                  | 2236人             | 1118人             | 1214人             | 1022人             |
| 埼玉   | ホーム計                          | ホーム計                          | ホーム計                          | 20                 | 41681人            | 2013人             | 3683人             | 1022人             |
| 東京   | 東京都                            | 有明コロシアム                    | 10000席                           | 20                 | 58019人            | 2901人             | 9170人             | 1307人             |
| 富山   | 富山市                            | 市総合体育館                      | 4650席                            | 6                  | 14351人            | 2392人             | 2870人             | 1251人             |
| 富山   | 富山市                            | 県総合体育C                       | 席                                | 4                  | 8455人             | 2114人             | 2331人             | 1781人             |
| 富山   | 黒部市                            | 市総合体育C                       | 席                                | 2                  | 3898人             | 1949人             | 2223人             | 1675人             |
| 富山   | 高岡市                            | 竹平記念体育館                    | 約2000席                          | 2                  | 3138人             | 1569人             | 1853人             | 1285人             |
| 富山   | 魚津市                            | ありそドーム                      | 席                                | 2                  | 3382人             | 1691人             | 1703人             | 1679人             |
| 富山   | 南砺市                            | 市福野体育館                      | 席                                | 2                  | 2254人             | 1127人             | 1177人             | 1077人             |
| 富山   | 滑川市                            | 市総合体育館                      | 席                                | 1                  | 1234人             | 1234人             | 人                 | 人                 |
| 富山   | 上市町                            | 町総合体育館                      | 席                                | 1                  | 1122人             | 1122人             | 人                 | 人                 |
| 富山   | ホーム計                          | ホーム計                          | ホーム計                          | 20                 | 37834人            | 1892人             | 2870人             | 1077人             |
| 大阪   | 大阪市                            | 中央体育館                        | 10000席                           | 6                  | 28056人            | 4676人             | 5625人             | 4091人             |
| 大阪   | 守口市                            | 市民体育館                        | 約3000席                          | 6                  | 12419人            | 2070人             | 2164人             | 1975人             |
| 大阪   | 門真市                            | なみはやD（メイン）               | 約6000席                          | 4                  | 16458人            | 4115人             | 5105人             | 3580人             |
| 大阪   | 門真市                            | なみはやD（サブ）                 | 約2300席                          | 4                  | 7403人             | 1851人             | 1971人             | 1733人             |
| 大阪   | ホーム計                          | ホーム計                          | ホーム計                          | 20                 | 64336人            | 3178人             | 5625人             | 1733人             |
| 高松   | 高松市                            | 市総合体育館                      | 2830席                            | 16                 | 35099人            | 2194人             | 2823人             | 1594人             |
| 高松   | 丸亀市                            | 市民体育館                        | 3000席                            | 4                  | 8994人             | 2249人             | 2428人             | 2005人             |
| 高松   | ホーム計                          | ホーム計                          | ホーム計                          | 20                 | 44093人            | 2205人             | 2823人             | 1594人             |
| 大分   | 別府市                            | ビーコンプラザ                    | 3925席                            | 6                  | 16892人            | 2815人             | 3193人             | 2610人             |
| 大分   | 別府市                            | べっぷアリーナ                    | 3738席                            | 4                  | 9824人             | 2456人             | 3440人             | 1950人             |
| 大分   | 大分市                            | 県立総合体育館                    | 席                                | 2                  | 4433人             | 2217人             | 2403人             | 2030人             |
| 大分   | 日田市                            | 総合体育館                        | 席                                | 2                  | 2186人             | 1093人             | 1184人             | 1002人             |
| 大分   | 宇佐市                            | かんぽの郷宇佐                    | 席                                | 2                  | 2488人             | 1244人             | 1348人             | 1140人             |
| 大分   | 福岡県                            | 豊前市民体育館                    | 席                                | 2                  | 2473人             | 1237人             | 1390人             | 1083人             |
| 大分   | 福岡県                            | 福岡市民体育館                    | 席                                | 2                  | 4280人             | 2140人             | 2430人             | 1850人             |
| 大分   | ホーム計                          | ホーム計                          | ホーム計                          | 20                 | 42576人            | 1886人             | 3440人             | 1002人             |
| 全体   | 総入場者数39万7788人（8チーム計） | 総入場者数39万7788人（8チーム計） | 総入場者数39万7788人（8チーム計） | 160                | 397788人           | 2486人             | 9170人             | 1002人             |

※ホームコートは「ゴシック」で表す。ホームゲームの開催数が多いコートを一番上に書いた。
※前半戦ホームゲーム平均入場者数（10試合平均）
1. 東京 3215人
2. 新潟 2983
3. 大阪 2847
4. 大分 2328
5. 高松 2076
6. 埼玉 1985
7. 仙台 1883
8. 富山 1737

### プレイオフ
2006-07年度のプレイオフは4月21日にセミファイナル、22日にファイナルを開催。
主催：株式会社日本プロバスケットボールリーグ・株式会社フジテレビジョン
特別協賛：ECC総合教育機関

### スコアテーブル
| 対戦           | Aチーム                                  | スコア | Bチーム                                     |
| -------------- | ---------------------------------------- | ------ | ------------------------------------------- |
| セミファイナル | 大阪エヴェッサ レギュラー・1位           | 69-63  | 大分ヒートデビルズ 同・4位                  |
| セミファイナル | 新潟アルビレックス 同・2位               | 67-79  | 高松ファイブアローズ 同・3位                |
| 3位決定戦      | 大分ヒートデビルズ セミファイナルⅠ・敗者 | 90-72  | 新潟アルビレックス セミファイナルII・敗者   |
| 決勝戦         | 大阪エヴェッサ セミファイナルⅠ・勝者     | 94-78  | 高松ファイブアローズ セミファイナルII・勝者 |

### 最終順位
レギュラーシーズン最終順位
| 順位 | チーム名             | 成績     | 勝率  | ゲーム差 | 得点 | 失点 | 得失点差 |
| 1位  | 大阪エヴェッサ       | 29勝11敗 | 0.725 | 0.0      | 85.8 | 80.2 | +5.6     |
| 2位  | 新潟アルビレックスBB | 25勝15敗 | 0.625 | 4.0      | 83.2 | 75.8 | +7.4     |
| 3位  | 高松ファイブアローズ | 25勝15敗 | 0.625 | 0.0      | 83.3 | 80.0 | +3.3     |
| 4位  | 大分ヒートデビルズ   | 22勝18敗 | 0.550 | 3.0      | 82.6 | 81.2 | +1.4     |
| 5位  | 仙台89ERS            | 19勝21敗 | 0.475 | 3.0      | 83.0 | 84.1 | -1.1     |
| 6位  | 埼玉ブロンコス       | 15勝25敗 | 0.375 | 4.0      | 81.4 | 82.9 | -1.5     |
| 7位  | 富山グラウジーズ     | 13勝27敗 | 0.325 | 2.0      | 78.6 | 84.9 | -6.3     |
| 8位  | 東京アパッチ         | 12勝28敗 | 0.300 | 1.0      | 82.7 | 91.5 | -8.8     |

シーズン最終順位
| 順位 | チーム名             |
| 1位  | 大阪エヴェッサ       |
| 2位  | 高松ファイブアローズ |
| 3位  | 大分ヒートデビルズ   |
| 4位  | 新潟アルビレックス   |
| 5位  | 仙台89ERS            |
| 6位  | 埼玉ブロンコス       |
| 7位  | 富山グラウジーズ     |
| 8位  | 東京アパッチ         |

### bjリーグオールスターゲーム
出場選手
- EAST
  - ヘッドコーチ：廣瀬昌也(新潟アルビレックスBB)
  - アシスタントコーチ：浜口炎(仙台89ERS)

| ☆ 長谷川誠(新潟アルビレックスBB) ☆ 呉屋貴教(富山グラウジーズ) ☆ マット・ギャリソン(新潟アルビレックスBB) ☆ マーマドゥ・ディオウフ(仙台89ERS) ☆ ニック・デービス(新潟アルビレックスBB) | ・ 日下光(仙台89ERS) ・ 小菅直人(新潟アルビレックスBB) ・ 清水太志郎(埼玉ブロンコス) ・ ジェロッド・ワード(富山グラウジーズ) ・ ゴードン・ジェームス(埼玉ブロンコス) |

- WEST
  - ヘッドコーチ：天日謙作(大阪エヴェッサ)
  - アシスタントコーチ：ジョー・ブライアント(東京アパッチ)

| ☆ ジョン・ハンフリー(東京アパッチ) ☆ 鈴木裕紀(大分ヒートデビルズ) ☆ 波多野和也(大阪エヴェッサ) ☆ リン・ワシントン(大阪エヴェッサ) ☆ ジュリアス・アシュビー(高松ファイブアローズ) | ・ 岡田優(高松ファイブアローズ) ・ 青木康平(東京アパッチ) ・ 城宝匡史(大阪エヴェッサ) ・ ラシード・スパークス(高松ファイブアローズ) ・ アンディー・エリス(大分ヒートデビルズ) |

結果
| シーズン | 勝者 | 結果   | 敗者 | MVP                |
| -------- | ---- | ------ | ---- | ------------------ |
| 2006-07  | EAST | 126-97 | WEST | ジェロッド・ワード |

スリーポイントコンテスト
| 順位 | 選手                     | 予選 | 決勝 |
| ---- | ------------------------ | ---- | ---- |
| 1    | マット・ギャリソン(新潟) | 15p  | 12p  |
| 2    | 岡田優(高松)             | 9p   | 9p   |
| 3    | 長谷川誠(新潟)           | 13p  |      |
| 4    | アンディー・エリス       | 7p   |      |
| 5    | 呉屋貴教(富山)           | 4p   |      |
| 6    | 城宝匡史(大阪)           | 6p   |      |

ダンクコンテスト
| 順位 | 選手                       | 予選    | 決勝    |
| ---- | -------------------------- | ------- | ------- |
| 1    | ラシード・スパークス(高松) | 50p/50p | 49p/50p |
| 2    | ジェロッド・ワード(富山)   | 50p/45p | 44p/49p |
| 3    | トニー・ジョーンズ(東京)   | 50p/35p |         |
| 4    | ゴードン・ジェームス(埼玉) | 45p/49p |         |

### Bj-KBL チャンピオンシップゲームズ
結果
|       | 開催国 | 日時    | bjリーグ優勝   | 結果    | KBL優勝              |
| ----- | ------ | ------- | -------------- | ------- | -------------------- |
| 第1戦 | 日本   | 9月25日 | 大阪エヴェッサ | 87 - 80 | ソウル三星サンダース |
| 第2戦 | 韓国   | 9月27日 | 大阪エヴェッサ | 78 - 85 | ソウル三星サンダース |

1勝1敗かつ得失点差も同じであるため両者優勝となった。

## 表彰

### 最優秀選手
- デイビッド・パルマー（大阪エヴェッサ）

### ベスト5
- ガード：青木康平（東京アパッチ）・ラシード・スパークス（高松ファイブアローズ）
- フォワード：リン・ワシントン（大阪エヴェッサ）・アンディー・エリス（大分ヒートデビルズ）
- センター：ニック・デービス（新潟アルビレックス）

### 個人タイトル
- 最多得点：ジョン・ハンフリー（東京アパッチ）1試合平均25.9点
- 最多アシスト：ラシード・スパークス（高松ファイブアローズ）1試合平均4.73本
- 最多リバウンド：ゴードン・ジェームス（埼玉ブロンコス）1試合平均14.25本
- 最多スティール：ラシード・スパークス（高松ファイブアローズ）1試合平均2.40本
- 最多ブロックショット：ジェフ・ニュートン（大阪エヴェッサ）1試合平均2.29本
- 最高3ポイント成功率：庄司和広（埼玉ブロンコス）成功率44.4%
- 最高フリースロー成功率：青木康平（東京アパッチ）成功率93.3%

### 月間MVP
| 月   | 選手                   |
| ---- | ---------------------- |
| 12月 | ジョン・ハンフリー     |
| 1月  | リン・ワシントン       |
| 2月  | マイキー・マーシャル   |
| 3月  | マーマドゥ・ディオウフ |

### その他
- 最優秀コーチ：青木幹典（高松ファイブアローズ）
- 最優秀レフリー：ティム・グリーン
- ベストブースター：富山グラウジーズ
- チームアシスト：仙台89ERS
- コミュニティーアシスト：新潟アルビレックスBB